# Голуб Петро Іванович
Петро Іванович Голуб (нар. 1 квітня 1940) — український радянський діяч, новатор виробництва, сталевар мартенівського цеху Ждановського (Маріупольського) металургійного заводу «Азовсталь» імені Серго Орджонікідзе Донецької області. Член ЦК КПУ в 1986—1990 р.

## Біографія
Закінчив Широкинську семирічну школу Донецької області.
У 1958—1990-х роках — третій підручний сталевара, сталевар мартенівського цеху Ждановського (Маріупольського) металургійного заводу «Азовсталь» імені Серго Орджонікідзе Донецької області.
Член КПРС. Новатор виробництва, очолював комсомольсько-молодіжну бригаду сталеварів. Обирався членом ЦК ЛКСМУ.
Потім — на пенсії у місті Маріуполі Донецької області. 

## Нагороди
- орден Леніна
- орден Трудового Червоного Прапора
- ордени
- медалі
- заслужений металург Української РСР (30.06.1969)
- почесний «Азовсталець»